# Cubatão

Cubatão este un oraș în São Paulo (SP), Brazilia.